# 亂來！我居然會成為社長
《亂來！我居然會成為社長》是於2022年1月12日至3月16日在日本電視台系列的週三連續劇（水十）時段播出的日本電視劇，由高畑充希主演。
台灣由KKTV自2022年1月13日起每週四同步跟播。

## 角色列表

### 主要人物
- 高梨雛子〈30〉：高畑充希

原本是「關係門」公司淺海社長的秘書，總是對社長的要求感到亂來，某次新餐飲分公司發表會中被任命為新分公司社長，下班後回到家喜歡打電動配啤酒。
- 大牙涼〈25〉：志尊淳

原本是「關係門」公司行銷部職員，後被調到分公司，對於高梨成為社長不認同，認為自己比高梨更好，也因為如此，常常跟高梨有過衝突，喜歡秘書部的學妹水科柚，但卻被後者說自己其實喜歡的是高梨。
- 淺海寬人〈38〉：松田翔太

「關係門」公司社長，總是做出一些亂來要求，任命高梨成為新分公司社長。

### 株式會社 關係食品
- 宮内剛〈47〉：荒川良良

總務→代表取締役社長（最終話）。
- 深山和湖〈40〉：山田真步

財務會計。
- 田邊和真〈37〉：忍成修吾

營業業務。2兒的父親。

### 株式會社 關係門
- 葛原啓次郎〈42〉：坪倉由幸

專務董事。與淺海共同創立「關係門」公司。
- 水科柚〈23〉：片山友希

因雛子被任命為新分公司社長，擔任淺海社長的新秘書。

### 法式餐廳 saison nouvelle
- 古賀道夫〈52〉：神保悟志

主廚。
- 伊藤孝志〈29〉：坂本慶介

副主廚。
- 萩尾慧〈23〉：松岡廣大

見習廚師。

### 其他
- 佐佐川知美〈30〉：夏帆

雛子的高中時期好友。有一兒。後來進入「關係食品」公司，雛子的部下。
- 佐佐川航：佐藤遙灯

知美的兒子。
- 野上豪〈27〉：笠松將

「野上食品控股」企劃戰略部部長
- 桧山凛凛子〈38〉：優香

經營顧問。
- 高梨令子：草刈民代

雛子的母親。
- 佐佐川正弘：鈴之助

知美的丈夫。
- 大牙光：大倉空人

大牙涼的弟弟。
- 大牙陽子：加藤貴子

大牙涼的母親。

## 製作團隊
- 編劇：渡邉真子
- 導演：豬股隆一、狩山俊輔 等
- 配樂：河野伸
- 主題歌：ENHYPEN《Always》（Universal Music）
- 料理監修：
- 甜品監修：西田善孝
- 劇中料理：赤堀料理學園
- 情節協力：本田隆朗
- 總製作人：加藤正俊
- 製作人：鈴木亞希乃、柳內久仁子（AX-ON）
- 制作協力：AX-ON
- 製作著作：日本電視台

## 播出日程
| 集數                                                                       | 播出日期 | 標題 | 導演     | 收視率 |
| -------------------------------------------------------------------------- | -------- | ---- | -------- | ------ |
| 第1話                                                                      | 1月12日  |      | 猪股隆一 | 8.9%   |
| 第2話                                                                      | 1月19日  |      | 猪股隆一 | 7.1%   |
| 第3話                                                                      | 1月26日  |      | 猪股隆一 | 7.9%   |
| 第4話                                                                      | 2月02日  |      | 狩山俊輔 | 7.4%   |
| 第5話                                                                      | 2月09日  |      | 狩山俊輔 | 7.7%   |
| 第6話                                                                      | 2月16日  |      | 猪股隆一 | 6.2%   |
| 第7話                                                                      | 2月23日  |      | 狩山俊輔 | 7.5%   |
| 第8話                                                                      | 3月02日  |      | 狩山俊輔 | 7.8%   |
| 第9話                                                                      | 3月09日  |      | 久保田充 | 8.0%   |
| 最終話                                                                     | 3月16日  |      | 猪股隆一 | 8.3%   |
| 平均視聴率 7.7% （收視率由Video Research調查關東地區、世帶的即時統計結果） |          |      |          |        |

## 外部連結
- 官方網站 （页面存档备份，存于）（日語）
  - 亂來！我居然會成為社長的X（前Twitter）（日語）
  - 亂來！我居然會成為社長的Instagram帳戶（日語）
- 互联网电影数据库（IMDb）上《亂來！我居然會成為社長》的资料（英文）

| 日本 日本電視台 週三連續劇                       | 日本 日本電視台 週三連續劇                              | 日本 日本電視台 週三連續劇 |
| ------------------------------------------------ | ------------------------------------------------------- | -------------------------- |
|                                                  | 亂來！我居然會成為社長 （2022年1月12日－3月16日）       |                            |
| 不良少年與白手杖女孩 （2021年10月6日－12月15日） | 惡女WARU〜誰說工作不帥氣？〜 （2022年4月13日－6月15日） |                            |

| 臺灣 緯來日本台 每週一至五 22:00-23:00    | 臺灣 緯來日本台 每週一至五 22:00-23:00 | 臺灣 緯來日本台 每週一至五 22:00-23:00 |
| ----------------------------------------- | -------------------------------------- | -------------------------------------- |
|                                           | 社長小姐 （2022年8月12日－8月25日）    |                                        |
| 我的室友是妖怪2 （2022年8月5日－8月11日） | 惡女 （2022年8月26日－9月8日）         |                                        |